# Робин Джордж Колингуд
Робин Джордж Колингуд (на английски: Robin George Collingwood) е британски философ и историк. Основно работи в полето на историята, естетиката, метафизиката. Развива своите идеи под въздействие философията на Имануел Кант, Георг Хегел, Джамбатиста Вико, Франсис Хърбърт Брадли и Джон Ръскин. Силно влияние оказват и италианските идеалисти от началото на 20 век, като Бенедето Кроче.

## Биография
Роден е на 22 февруари 1889 г. в Картмел, Къмбрия (днес Ланкашър) в семейството на художника и изкуствовед, професор в Редингския университет Уилям Гершом Колингуд, който работи като личен секретар на Джон Ръскин в последните години от живота на Ръскин. Майката на Колингуд е талантлива пианистка. Следва в Юнивърсити колидж, Оксфорд, където от 1936 до 1941 г. е професор по метафизика. Най-известната му книга е Идеята за историята, издадена посмъртно през 1946 г. въз основа на негови текстове.
След няколко инсулта Колингуд умира в Конистън, Ланкашър, на 9 януари 1943 г.

### Основни произведения, публикувани приживе
- Religion and Philosophy (Религията и философията) (1916)
- Roman Britain (Римска Британия) (1923)
- Speculum Mentis; or The Map of Knowledge (Speculum Mentis или Картата на познанието) (1924)
- Outlines of a Philosophy of Art (Очерк по философия на изкуството) (1925)
- The Archaeology of Roman Britain (Археологията на Римска Британия) (1930)
- An Essay on Philosophic Method (Есе върху метода на философията) (1933)
- Roman Britain and the English Settlements (Римска Британия и английските поселища) (заедно с Дж. Майръс, 1936)
- The Principles of Art (Принципи на изкуството) (1938)
- An Autobiography (Автобиография) (1939)
- The First Mate's Log (Дневник на първия приятел) (1940)
- An Essay on Metaphysics (Есе по метафизика) (1940)
- The New Leviathan (Новият Левиатан) (1942)

### Публикувани след смъртта му трудове
- The Idea of Nature (Идеята за природата) (1945)
- The Idea of History (Идеята за историята) (1946)
- Essays in the Philosophy of Art (Есета по философия на изкуството) (1964)
- Essays in the Philosophy of History (Есета по философия на историята) (1965)
- Essays in Political Philosophy (Есета по политическа философия) (1989)
- The Principles of History and Other Writings in Philosophy of History (Принципи на историята и други текстове по философия на историята) (2001)
- The Philosophy of Enchantment: Studies in Folktale, Cultural Criticism, and Anthropology (Философията на омагьосването: Изследвания върху народната приказка, културната критика и антропологията) (2005)

### Издания на български език
- Принципи на изкуството. Превод и съставител - Христо Карагъозов, София, изд. "Канев Мюзик", 2021, ISBN 978-619-7514-82-7
- Идеята за историята. София: Евразия, 1995.
- Идеята за природата. Превод от английски език Слава Янакиева. София: Панорама, 2021, 260 с. ISBN 9786197609028